# BancSabadell d'Andorra
El BancSabadell d'Andorra va ser constituït l'any 2000 fruit de l'aliança de Banc Sabadell i un consorci d'empresaris andorrans. Un 51% de la societat pertany al Sabadell i la resta a vuit-cents accionistes particulars andorrans. En 2018 compta amb 7 oficines i 19 caixers automàtics a Andorra, presents a totes les parròquies del país. En 15 de juliol de 2021 es va anunciar la compra de l'entitat per MoraBanc.

## Estats financers
Resum dels estats financers de BSA (2017): 
- Actius sota gestió: 1.603 milions EUR

- Rendibilitat sobre el patrimoni (ROE): 12,83%
- Ràtio d'eficiència: 48,54%

Resum dels estats financers de BSA (2016): 
- Actius sota gestió: 1.416 milions EUR

- Rendibilitat sobre el patrimoni (ROE): 11,12%
- Ràtio d'eficiència: 37,19%